# Ayl
Ayl là một xã thuộc trong huyện Trier-Saarburg thuộc bang Rheinland-Pfalz, phía tây nước Đức. Xã này có diện tích 7,58 km², dân số thời điểm ngày 31 tháng 12 năm 2006 là 1429 người.